# Gazeley
Gazeley – wieś w Anglii, w hrabstwie Suffolk, w dystrykcie West Suffolk. Leży 49 km na północny zachód od miasta Ipswich i 94 km na północny wschód od Londynu. Miejscowość liczy 740 mieszkańców.